# Ștefăneștii de Sus
Ștefăneștii de Sus – wieś w Rumunii, w okręgu Ilfov, w gminie Ștefăneștii de Jos. W 2011 roku liczyła 2443 mieszkańców.